# Aiko Yanai
Aiko Yanai (jap. 柳井 愛子, Yanai Aiko; * 22. November 1975 in Suita), bekannt unter ihrem Künstlernamen aiko, ist eine J-Pop-Sängerin und Songwriterin. Ihre Musik besteht in erster Linie aus Liebesliedern, die vor allem bei der jungen weiblichen Zielgruppe Erfolg verzeichnen. Sie wurde 2005 und 2006 in einer Umfrage des offiziellen Chartherausgebers Oricon zur beliebtesten japanischen Sängerin gewählt.

## Musikalischer Werdegang
Aiko vollendete 1996 ihr Gesangsstudium am Osaka College of Music und wurde anschließend Radiomoderatorin bei FM Osaka. Ihr Debüt als Sängerin machte sie 1998 mit der Single Ashita. Seither wurden ihre Songs vor allem bei verschiedenen Fernsehserien und Werbespots genutzt.
Mit ihrer dritten Single Hanabi gelang ihr erstmals der Einstieg in die Top 10 der japanischen Charts und von ihrem darauffolgenden zweiten Studioalbum Sakura no Ki no Shita wurden bereits über eine Million Exemplare verkauft. Ihre sechste Single Boyfriend ist ihr bisher meistverkaufter Song. Sie bekam eine Einladung zur bekanntesten japanischen Musikshow Kōhaku Uta Gassen im Jahre 2000. Inzwischen nahm sie sieben weitere Male an der Sendung teil. Ihr 3. Studioalbum Natsufuku und ihr 5. Studioalbum Akatsuki no Love Letter wurden 2002 bzw. 2004 bei den Japan Gold Disc Awards als Rock & Pop Album des Jahres ausgezeichnet. Obgleich sie seit 2000 in den Singlecharts kontinuierlich in die Top 3 einstieg, gelang es ihr erst 2009 mit ihrer 25. Single milk / Nageki no Kisu, den ersten Platz zu erreichen.
Mit dem ein Jahr später veröffentlichten Song Modorenai Ashita gelingt es ihr ein zweites Mal, die Spitze der Charts zu erreichen. Der Song ist zudem der Opening-Titel für das Dorama Magerarenai Onna. Am 31. März brachte aiko ihr Album Baby auf den Markt.
Von 2009 bis 2010 war sie auf einer langen, drei-teiligen Tournee, während der sie insgesamt 54 Live-Konzerte gab, und die sie am 8. Juli 2010 mit einem Auftritt in der Osaka Jo Hall zu Ende brachte.

## Diskografie

### Studioalben
| Jahr | Titel | Höchstplatzierung, Gesamtwochen, AuszeichnungChartsChartplatzierungen (Jahr, Titel, Platzierungen, Wochen, Auszeichnungen, Anmerkungen) | Anmerkungen                                                    |
| Jahr | Titel | JP | Anmerkungen                                                    |
| ---- | --- | --- | -------------------------------------------------------------- |
| 1999 | Chiisa na Marui Koujitsu (小さな丸い好日) Little Calm Good Day                                           | JP24 Gold · (32 Wo.)JP | Erstveröffentlichung: 21. April 1999 Verkäufe JP: + 130.000    |
| 2000 | Sakura no Ki no Shita (桜の木の下) Under the Cherry Blossom Tree                                         | JP1 ×4Vierfachplatin · (72 Wo.)JP | Erstveröffentlichung: 1. März 2000 Verkäufe JP: + 1.407.000    |
| 2001 | Natsufuku (夏服) Summer Clothing                                                                         | JP1 Diamant · (23 Wo.)JP | Erstveröffentlichung: 20. Juni 2001 Verkäufe JP: + 979.810     |
| 2002 | Aki Soba ni Iru yo (秋 そばにいるよ) Autumn is Beside Me                                                 | JP2 Platin · (14 Wo.)JP | Erstveröffentlichung: 4. September 2002 Verkäufe JP: + 497.100 |
| 2003 | Akatsuki no Love Letter (暁のラブレター) Love Letter of Daybreak                                         | JP1 ×2Doppelplatin · (32 Wo.)JP | Erstveröffentlichung: 27. November 2003 Verkäufe JP: + 516.726 |
| 2005 | Yume no Naka no Massugu na Michi (夢の中のまっすぐな道) The Straight Ahead Path in a Dream               | JP1 ×2Doppelplatin · (35 Wo.)JP | Erstveröffentlichung: 2. März 2005 Verkäufe JP: + 469.000      |
| 2006 | Kanojo (彼女) Girlfriend                                                                                 | JP1 ×2Doppelplatin · (30 Wo.)JP | Erstveröffentlichung: 23. August 2006 Verkäufe JP: + 456.000   |
| 2008 | Himitsu (秘密) Secret                                                                                    | JP2 Platin · (22 Wo.)JP | Erstveröffentlichung: 2. April 2008 Verkäufe JP: + 460.569     |
| 2010 | Baby | JP1 Platin · (17 Wo.)JP | Erstveröffentlichung: 31. März 2010 Verkäufe JP: + 207.702     |
| 2012 | Toki no Silhouette (時のシルエット) Silhouette of Time                                                   | JP1 Gold · (16 Wo.)JP | Erstveröffentlichung: 20. Juni 2012 Verkäufe JP: + 147.568     |
| 2014 | Awa no You na Ai Datta (泡のような愛だった) It was a Love Like Foam                                      | JP1 Gold · (19 Wo.)JP | Erstveröffentlichung: 28. Mai 2014 Verkäufe JP: + 116.838      |
| 2016 | May Dream                                                                                                | JP1 Gold · (22 Wo.)JP | Erstveröffentlichung: 18. Mai 2016 Verkäufe JP: + 96.443       |
| 2018 | Shimetta Natsu no Hajimari (湿った夏の始まり) Beginning of a Humid Summer                                | JP3 (19 Wo.)JP | Erstveröffentlichung: 6. Juni 2018 Verkäufe JP: + 63.000       |
| 2021 | Doushitatte Tsutaerarenaikara (どうしたって伝えられないから) I Can’t Tell You Why                        | JP2 (18 Wo.)JP | Erstveröffentlichung: 3. März 2021                             |
| 2023 | Ima no Futari o Otagai ga Miteru (今の二人をお互いが見てる; The Two of Us Are Looking at Each Other Now) | JP1 (22 Wo.)JP | Erstveröffentlichung: 29. März 2023 Verkäufe JP: + 30.210      |
| 2024 | Zan Kokoro Zansho (残心残暑; Late Summer Heat)                                                           | JP5 (16 Wo.)JP | Erstveröffentlichung: 28. August 2024                          |

### Kompilationen
| Jahr | Titel                                  | Höchstplatzierung, Gesamtwochen, AuszeichnungChartsChartplatzierungen (Jahr, Titel, Platzierungen, Wochen, Auszeichnungen, Anmerkungen) | Anmerkungen                                                   |
| Jahr | Titel                                  | JP | Anmerkungen                                                   |
| ---- | -------------------------------------- | --- | ------------------------------------------------------------- |
| 2011 | Matome I (まとめI) Conclusion I        | JP2 Platin · (49 Wo.)JP | Erstveröffentlichung: 23. Februar 2011 Verkäufe JP: + 380.000 |
| 2011 | Matome II (まとめII) Conclusion II     | JP3 Platin · (36 Wo.)JP | Erstveröffentlichung: 23. Februar 2011 Verkäufe JP: + 342.000 |
| 2019 | Aiko no Uta. (Aikoの詩。) Aiko’s Songs | JP1 Gold · (38 Wo.)JP | Erstveröffentlichung: 5. Juni 2019 Verkäufe JP: + 89.195      |

### Singles
| Jahr | Titel Album                                                                                                 | Höchstplatzierung, Gesamtwochen, AuszeichnungChartsChartplatzierungen (Jahr, Titel, Album, Platzierungen, Wochen, Auszeichnungen, Anmerkungen) | Anmerkungen                                                                                 |
| Jahr | Titel Album                                                                                                 | JP | Anmerkungen                                                                                 |
| ---- | --- | --- | ------------------------------------------------------------------------------------------- |
| 1998 | Ashita (あした) Tomorrow Chiisa na Marui Koujitsu                                                           | JP16 (11 Wo.)JP | Erstveröffentlichung: 17. Juli 1998 Verkäufe JP: + 29.978                                   |
| 1999 | Naki Mushi (ナキ・ムシ) Crybaby Chiisa na Marui Koujitsu                                                    | JP26 (10 Wo.)JP | Erstveröffentlichung: 3. März 1999 Verkäufe JP: + 56.790                                    |
| 1999 | Hanabi (花火) Fireworks Sakura no Ki no Shita                                                               | JP10 Gold + Platin (Streaming) · (20 Wo.)JP | Erstveröffentlichung: 4. August 1999 Verkäufe JP: + 213.320                                 |
| 1999 | Kabutomushi (カブトムシ) Beetle Sakura no Ki no Shita                                                       | JP8 Gold + Gold (Digital) · (15 Wo.)JP | Erstveröffentlichung: 17. November 1999 · Verkäufe JP: + 214.550 · + JP: Platin (Streaming) |
| 2000 | Sakura no Toki (桜の時) Cherry Blossom Time Sakura no Ki no Shita                                           | JP12 (8 Wo.)JP | Erstveröffentlichung: 17. Februar 2000 Verkäufe JP: + 133.880                               |
| 2000 | Boyfriend (ボーイフレンド) Natsufuku                                                                        | JP2 Platin + Gold (Streaming) · (20 Wo.)JP | Erstveröffentlichung: 20. September 2000 Verkäufe JP: + 520.693                             |
| 2001 | Hatsukoi (初恋) First Love Natsufuku                                                                        | JP3 Platin · (9 Wo.)JP | Erstveröffentlichung: 21. Februar 2001 Verkäufe JP: + 321.500                               |
| 2001 | Rosie (ロージー) Natsufuku                                                                                  | JP2 Gold · (6 Wo.)JP | Erstveröffentlichung: 30. Mai 2001 Verkäufe JP: + 146.050                                   |
| 2001 | Oyasuminasai (おやすみなさい) Good Night Aki Soba ni Iru yo                                                 | JP2 Gold · (9 Wo.)JP | Erstveröffentlichung: 21. November 2001 Verkäufe JP: + 161.090                              |
| 2002 | Anata to Akushu (あなたと握手) I Shake Hands With You Aki Soba ni Iru yo                                    | JP6 Gold · (5 Wo.)JP | Erstveröffentlichung: 24. April 2002 Verkäufe JP: + 100.190                                 |
| 2002 | Kondo Made ni wa (今度までには) By This Time Aki Soba ni Iru yo                                             | JP3 (5 Wo.)JP | Erstveröffentlichung: 14. August 2002 Verkäufe JP: + 90.340                                 |
| 2003 | Chouchou Musubi (蝶々結び) Butterfly Knot Akatsuki no Love Letter                                           | JP4 Gold · (9 Wo.)JP | Erstveröffentlichung: 23. April 2003 Verkäufe JP: + 120.287                                 |
| 2003 | Andromeda (アンドロメダ) Akatsuki no Love Letter                                                            | JP3 Gold · (12 Wo.)JP | Erstveröffentlichung: 6. August 2003 Verkäufe JP: + 136.840                                 |
| 2003 | Eriashi (えりあし) Nape Akatsuki no Love Letter                                                             | JP5 Gold · (14 Wo.)JP | Erstveröffentlichung: 6. November 2003 Verkäufe JP: + 90.108                                |
| 2004 | Kaban (かばん) Bag Yume no Naka no Massugu na Michi                                                         | JP3 Gold · (8 Wo.)JP | Erstveröffentlichung: 28. April 2004 Verkäufe JP: + 90.891                                  |
| 2004 | Hana Kaze (花風) Flowers in the Wind Yume no Naka no Massugu na Michi                                       | JP2 Gold · (11 Wo.)JP | Erstveröffentlichung: 1. September 2004 Verkäufe JP: + 117.893                              |
| 2005 | Mikuni Eki (三国駅) Mikuni Station Yume no Naka no Massugu na Michi                                         | JP2 Gold · (7 Wo.)JP | Erstveröffentlichung: 16. Februar 2005 Verkäufe JP: + 93.068                                |
| 2005 | Kirakira (キラキラ) Sparkle Kanojo                                                                          | JP2 Platin · (21 Wo.)JP | Erstveröffentlichung: 3. August 2005 Verkäufe JP: + 210.387                                 |
| 2005 | Star (スター) Kanojo                                                                                        | JP4 Gold · (11 Wo.)JP | Erstveröffentlichung: 30. November 2005 Verkäufe JP: + 111.373                              |
| 2006 | Kumo wa Shiro Ringo wa Aka (雲は白リンゴは赤) Clouds are White, Apples are Red Kanojo                       | JP3 Gold · (7 Wo.)JP | Erstveröffentlichung: 12. Juli 2006 Verkäufe JP: + 89.178                                   |
| 2007 | Shiawase (シアワセ) Happiness Himitsu                                                                       | JP2 Gold · (9 Wo.)JP | Erstveröffentlichung: 30. Mai 2007 Verkäufe JP: + 96.128                                    |
| 2007 | Hoshi no Nai Sekai (星のない世界) World Without Stars / Yokogao (横顔) Face in Profile Himitsu              | JP2 Gold + Gold (Mobile Downlaods Yokogao) · (11 Wo.)JP                                                                                        | Erstveröffentlichung: 22. August 2007 Verkäufe JP: + 111.506                                |
| 2008 | Futari (二人) Two People Himitsu                                                                            | JP3 Gold · (6 Wo.)JP | Erstveröffentlichung: 12. März 2008 Verkäufe JP: + 82.298                                   |
| 2008 | KissHug Himitsu                                                                                             | JP2 Gold + Gold (Streaming) · (14 Wo.)JP | Erstveröffentlichung: 23. Juli 2008 Verkäufe JP: + 107.625                                  |
| 2009 | Milk / Nageki no Kiss (嘆きのキス) Kiss of Grief Himitsu                                                    | JP1 Gold · (10 Wo.)JP | Erstveröffentlichung: 18. Februar 2009 Verkäufe JP: + 102.234                               |
| 2010 | Modorenai Ashita (戻れない明日) Tomorrow That Won’t Go Back Himitsu                                         | JP1 Gold · (9 Wo.)JP | Erstveröffentlichung: 3. Februar 2010 Verkäufe JP: + 69.920                                 |
| 2010 | Mukaiawase (向かいあわせ) Face to Face Toki no Silhouette                                                   | JP2 (8 Wo.)JP | Erstveröffentlichung: 21. April 2010 Verkäufe JP: + 68.078                                  |
| 2011 | Koi no Super Ball (恋のスーパーボール) Super Ball of Love / Form (ホーム) Train Platform Toki no Silhouette | JP4 (11 Wo.)JP | Erstveröffentlichung: 11. Mai 2011 Verkäufe JP: + 97.249                                    |
| 2011 | Zutto (ずっと) Always Toki no Silhouette                                                                    | JP4 (9 Wo.)JP | Erstveröffentlichung: 23. November 2011 Verkäufe JP: + 62.275                               |
| 2013 | Loveletter / 4gatsu no Ame (4月の雨) April Rain Awa no You na Ai Datta                                      | JP2 (15 Wo.)JP | Erstveröffentlichung: 17. Juli 2013 Verkäufe JP: + 60.351                                   |
| 2014 | Kimi no Tonari (君の隣) Beside You Awa no You na Ai Datta                                                   | JP5 (7 Wo.)JP | Erstveröffentlichung: 29. Januar 2014 Verkäufe JP: + 44.981                                 |
| 2014 | Atashi no Mukou (あたしの向こう) Beyond Myself May Dream                                                    | JP4 (9 Wo.)JP | Erstveröffentlichung: 12. November 2014 Verkäufe JP: + 43.910                               |
| 2015 | Yumemiru Sukima (夢見る隙間) Dreaming Gap May Dream                                                         | JP7 (16 Wo.)JP | Erstveröffentlichung: 29. April 2015 Verkäufe JP: + 50.662                                  |
| 2015 | Puramai (プラマイ) Plus Minus May Dream                                                                     | JP5 (6 Wo.)JP | Erstveröffentlichung: 18. November 2015 Verkäufe JP: + 34.682                               |
| 2016 | Motto (もっと) More May Dream                                                                               | JP3 Gold (Digital) · (9 Wo.)JP | Erstveröffentlichung: 9. März 2016 Verkäufe JP: + 41.921                                    |
| 2016 | Koi wo Shita no wa (恋をしたのは) I Was In Love Shimetta Natsu no Hajimari                                  | JP3 (6 Wo.)JP | Erstveröffentlichung: 21. September 2016 Verkäufe JP: + 34.081                              |
| 2017 | Yokoku (予告) Notice Shimetta Natsu no Hajimari                                                             | JP3 (7 Wo.)JP | Erstveröffentlichung: 29. November 2017 Verkäufe JP: + 31.213                               |
| 2018 | Straw (ストロー) Shimetta Natsu no Hajimari                                                                 | JP6 Gold (Streaming) · (8 Wo.)JP | Erstveröffentlichung: 2. Mai 2018 Verkäufe JP: + 27.000                                     |
| 2020 | Aozora (青空) Blue Sky Doushitatte Tsutaerarenaikara                                                        | JP6 (8 Wo.)JP | Erstveröffentlichung: 26. Februar 2020 Verkäufe JP: + 22.197                                |
| 2020 | Honey Memory (ハニーメモリー) Doushitatte Tsutaerarenaikara                                                 | JP3 (8 Wo.)JP | Erstveröffentlichung: 21. Oktober 2020 Verkäufe JP: + 20.340                                |
| 2021 | 食べた愛/あたしたち –                                                                                       | JP6 (10 Wo.)JP | Erstveröffentlichung: 29. September 2021                                                    |
| 2022 | Negau Yoru (ねがう夜) Wishing Night Ima no Futari o Otagai ga Miteru                                        | JP4 (11 Wo.)JP | Erstveröffentlichung: 27. April 2022 Verkäufe JP: + 19.745                                  |
| 2022 | Hateshinai Futari (果てしない二人) Ima no Futari o Otagai ga Miteru                                         | JP4 (8 Wo.)JP | Erstveröffentlichung: 12. Oktober 2022 Verkäufe JP: + 14.078                                |
| 2023 | Akatoki Reload (あかときリロード) Ima no Futari o Otagai ga Miteru                                          | — | Erstveröffentlichung: 2023                                                                  |
| 2023 | Areta Kuchibiru wa Koi o Nakusu (荒れた唇は恋を失くす) Ima no Futari o Otagai ga Miteru                     | — | Erstveröffentlichung: 2023                                                                  |
| 2023 | Radio (ラジオ) –                                                                                            | — | Erstveröffentlichung: 2023                                                                  |
| 2023 | Hoshi no Furu Hi ni (星の降る日に) Hoshi no Furu Hi ni                                                      | JP5 (14 Wo.)JP | Erstveröffentlichung: 22. November 2023 Verkäufe JP: + 16.939                               |
| 2024 | Mutual Love (相思相愛) –                                                                                    | JP5 Platin (Streaming) · (18 Wo.)JP | Erstveröffentlichung: 8. Mai 2024 Verkäufe JP: + 18.7851                                    |

### Videoalben
| Jahr | Titel                                        | Höchstplatzierung, Gesamtwochen, AuszeichnungChartsChartplatzierungen (Jahr, Titel, Platzierungen, Wochen, Auszeichnungen, Anmerkungen) | Anmerkungen                              |
| Jahr | Titel                                        | JP | Anmerkungen                              |
| ---- | -------------------------------------------- | --- | ---------------------------------------- |
| 2000 | Love Like Pop                                | JP5 (7 Wo.)JP | Erstveröffentlichung: 22. November 2000  |
| 2000 | Utau Inu                                     | JP3 (9 Wo.)JP | Erstveröffentlichung: 22. November 2000  |
| 2002 | Yuraku-cho de Aimasho ~Love Like Pop Vol. 6~ | JP4 (3 Wo.)JP | Erstveröffentlichung: 20. März 2002      |
| 2003 | Utau Inu 2                                   | JP7 (4 Wo.)JP | Erstveröffentlichung: 19. März 2003      |
| 2004 | Love Like Rock                               | JP3 (9 Wo.)JP | Erstveröffentlichung: 14. April 2004     |
| 2005 | Love Like Pop add.                           | JP2 (13 Wo.)JP | Erstveröffentlichung: 11. Mai 2005       |
| 2006 | Utau Inu 3                                   | JP3 (9 Wo.)JP | Erstveröffentlichung: 20. September 2006 |
| 2007 | Love Like Pop add. 10th Anniversary          | JP2 (15 Wo.)JP | Erstveröffentlichung: 21. März 2007      |
| 2009 | Decade                                       | JP1 (11 Wo.)JP | Erstveröffentlichung: 14. März 2009      |
| 2011 | Pop to Rock                                  | JP2 (9 Wo.)JP | Erstveröffentlichung: 27. Juli 2011      |
| 2012 | Utau Inu 4                                   | JP5 (8 Wo.)JP | Erstveröffentlichung: 21. März 2012      |
| 2013 | Aiko Live DVD『15』                          | JP2 (9 Wo.)JP | Erstveröffentlichung: 3. April 2013      |
| 2015 | Aiko 15th Anniversary Tour "Pops"            | JP4 (8 Wo.)JP | Erstveröffentlichung: 20. März 2015      |
| 2015 | Aiko 15th Anniversary Tour "Rocks"           | JP5 (7 Wo.)JP | Erstveröffentlichung: 20. März 2015      |
| 2016 | Rock to Aloha                                | JP3 (7 Wo.)JP | Erstveröffentlichung: 3. Mai 2016        |
| 2018 | Utau Inu 5                                   | JP7 (7 Wo.)JP | Erstveröffentlichung: 14. März 2018      |
| 2019 | My 2 Decades                                 | JP3 (8 Wo.)JP | Erstveröffentlichung: 13. März 2019      |
| 2020 | My 2 Decades 2                               | JP2 (7 Wo.)JP | Erstveröffentlichung: 29. Januar 2020    |

### Auszeichnungen für Musikverkäufe
Anmerkung: Auszeichnungen in Ländern aus den Charttabellen bzw. Chartboxen sind in ebendiesen zu finden.
| Land/RegionAuszeichnungen für Musikverkäufe (Land/Region, Auszeichnungen, Verkäufe, Quellen) | Gold       | Platin       | Diamant  | Verkäufe   | Quellen            |
| -------------------------------------------------------------------------------------------- | ---------- | ------------ | -------- | ---------- | ------------------ |
| Japan (RIAJ)                                                                                 | 30× Gold30 | 21× Platin21 | Diamant1 | 10.050.000 | riaj.or.jp JP2 JP3 |
| Insgesamt                                                                                    | 30× Gold30 | 21× Platin21 | Diamant1 |            |                    |